# Etantiol
Etantiolul, cunoscut și ca etilmercaptan, este un tiol, un compus organic cu sulf cu formula CH3-CH2-SH. Este un lichid incolor, mai volatil ca etanolul, care are un miros foarte neplăcut, asemănător hidrogenului sulfurat, prazului sau cepei. Pentru a sesiza olfactiv eventualele scăpări de gaz, etantiolul se adaugă în buteliile cu gaz petrolier lichefiat.

## Obținere
Etantiolul este obținut prin reacția etenei cu hidrogen sulfurat în prezență de catalizator (sunt utilizați diferiți catalizatori în acest proces, depinzând de producător). La nivel industrial, compusul a fost produs și prin reacția dintre etanol și hidrogen sulfurat gazos, în prezența unui catalizator solid acid, cum este oxidul de aluminiu:
CH3-CH2-OH + H2S → CH3-CH2-SH + H2O

## Proprietăți

### Chimice
Etantiolul este un reactiv valorificat în sinteza organică. În prezența hidroxidului de sodiu, dă ionul puternic nucleofil SEt−. Sărurile acestuia, etantionații, pot fi generați cantitativ prin reacția cu hidrura sodică.
Etantiolul poate fi oxidat la acidul sulfonic corespunzător, folosindu-se agenți oxidanți puternici. Agenții mai slabi, precum oxidul feric sau peroxidul de hidrogen, dau o disulfură (dietil-disulfură):
2 CH3-CH2-SH + H2O2 → CH3-CH2-S-S-CH2-CH3 +  2 H2O